# 아산충무병원
아산충무병원은 충청남도 아산시 문화로 381 (모종동)에 있는 종합병원이다..

## 연혁
- 1990년 3월 5일 : 천안충무병원 개원(50병상, 초대병원장 권영욱) 내과, 일반외과, 산부인과
- 1990년 4월 11일 : 마취과, 신경외과, 진단방사선과 증설
- 1992년 3월 5일 : 흉부외과 증설
- 1996년 5월 1일 : 종합병원 승격, 해부병리과, 치과 증설 22실 106병상
- 1996년 10월 15일 : 천안충무병원 증축 개원식 (106병상- 180병상)
- 1997년 2월 10일 : CT (전신용) 도입
- 1997년 5월 23일 : MRI (자기공명진단장치) 도입
- 1997년 6월 24일 : 병실 40실 250병상 운영
- 1997년 7월 21일 : 가정의학과 증설
- 1998년 3월 1일 : 전 과목 야간진료 실시
- 1998년 4월 20일 : 신경과 증설
- 1999년 3월 1일 : 수련병원 지정
- 1999년 3월 15일 : 인공 신장실 개설
- 1999년 7월 1일 : 병상 감소 (180병상 -172병상)
- 1999년 9월 14일 : 충무한방병원 개원
- 2000년 11월 1일 : OCS 도입
- 2001년 3월 15일 : PACS 도입
- 2001년 6월 20일 : 인공관절클리닉 무료 시술 실시
- 2001년 11월 1일 : 국화원(장례식장) 설치
- 2002년 1월 1일 : 의료법인 영서의료재단 설립
- 2002년 3월 1일 : 일반검진실, 종합검진센터 개설
- 2003년 1월 1일 : 제2대 병원장 취임 (길호영)
- 2003년 3월 1일 : 척추센터 개설
- 2003년 12월 8일 : 여성건강센터 개설 (유방.갑상선 클리닉)
- 2003년 12월 17일 : 병상 증설 (172병상 - 179병상)
- 2004년 5월 17일 : 시립노인치매요양병원 설립허가
- 2004년 5월 20일 : 노화방지 클리닉 개설
- 2004년 8월 12일 : 병원보(충무마당) 창간호 발생
- 2005년 4월 22일 : 사회복지법인 영서복지재단 설립
- 2005년 10월 24일 : MRI 도입교체
- 2005년 11월 22일 : 천안시립노인전문병원 개원
- 2006년 1월 4일 : 병상 증설 (179병상 - 197병상)
- 2007년 1월 30일 : CT 추가도입
- 2007년 6월 22일 : 병상 증설 (197병상 - 201병상)
- 2008년 6월 26일 : 심혈관센터 개설 (Angiocardiograph System 도입)
- 2008년 7월 1일 : 제3대 병원장 취임 (정학재)
- 2008년 9월 17일 : 충무노인복지센터 개소
- 2008년 11월 1일 : 충무원(노인전문요양원) 개설
- 2009년 4월 30일 : 부설 천안노인의전화 개통
- 2009년 8월 1일 : 충무요양보호사 교육원 개원
- 2009년 9월 1일 : 증축신관 건물 착공
- 2009년 11월 1일 : PET CT 도입
- 2009년 12월 5일 : 충무사랑병원 개원. 내과, 정신과, 신경과 298병상
- 2010년 2월 8일 : 수지접합센터 개설
- 2010년 5월 13일 : 흉부외과 개설
- 2010년 6월 3일 : 디지털 유방촬영기 Mammomat Inspiration 설치 가동
- 2010년 8월 18일 : 한국노인의전회 하계수련회 개최
- 2010년 8월 26일 : 개설허가변경 (43실, 216병상) 신관 5~12층
- 2010년 11월 7일 : 영서요양원 착공
- 2011년 5월 1일 : 제1회 중소병원협회장배 축구대회 천안개최
- 2011년 6월 3일 : Optima CT (64채널 128 Slice) 설치
- 2011년 6월 20일 : 개설허가변경 (59실, 296병상)
- 2011년 7월 1일 : 심혈관센터 1,000례 시술 돌파
- 2011년 8월 26일 : 개설허가변경 (43실, 216병상) 신관 5~12층
- 2012년 1월 18일 : 본관 증축건물 사용 승인
- 2012년 2월 9일 : 개설허가변경 (48실, 254병상)
- 2012년 3월 9일 : 지역응급의료센터 지정
- 2012년 3월 12일 : 개설허가변경 응급의학과, 안과, 성형외과,한방 내과 개설
- 2012년 3월 13일 : 충무병원 신관, 본관 그랜드오프닝 (규모: 430병상)
- 2013년 2월 28일 : 천안충무병원 직장보육시설 개원
- 2013년 3월 13일 : PET CT (64ch) 도입
- 2013년 7월 23일 : 개설허가변경 (77실 384병상)
- 2014년 3월 13일 : 천안충무병원 개원24주년
- 2014년 5월 9일 : 제2회 뇌/심혈관 학술 심포지엄 개최
- 2014년 9월 26일 : 개설허가변경(82실 360병상)
- 2014년 12월 4일 : 의료기관인증획득(2014.12.04-2018.12.03)
- 2015년 3월 13일 : 천안충무병원 개원25주년
- 2015년 3월 13일 : 아산충무병원 개원식
- 2015년 5월 28일 : 2015 심/뇌혈관 학술 심포지움 개최
- 2016년 3월 10일 : 아산충무병원 개원1주년
- 2016년 3월 13일 : 천안충무병원 개원26주년
- 2016년 6월 29일 : 제4회 뇌/심혈관 학술 심포지엄 개최
- 2016년 11월 24일 : 제1회 천안충무병원 학술 세미나 개최
- 2017년 4월 4일 : 제3회 천안충무병원 학술세미나 개최
- 2017년 6월 16일 : 아산충무병원 간호·간병통합서비스병동 오픈
- 2017년 10월 31일 : 제2회 천안충무병원 학술세미나 개최
- 2018년 2월 1일 : 장애인표준화사업장 두레주식회사 설립
- 2018년 3월 8일 : 아산충무병원 의료기관 2주기 인증 획득
- 2018년 6월 27일 : 수련환경평가 현지조사 수검 및 통과
- 2018년 9월 19일 : 천안충무병원 의료기관 2주기 인증 획득
- 2019년 11월 1일 : 천안충무병원 하이브리드 수술실 개설(심장수술가능병원 도약)
- 2019년 9월 6일 : 아산충무병원 신관 증축 완공(550병상)
- 2020년 2월 27일 : 천안/아산 코로나19 대응 국민안심병원/중증응급의료센터 지정
- 2020년 3월 : 천안충무병원 30주년 개원 & 아산충무병원 신관.본관 그랜드 오픈 기념식 개최
- 2020년 4월 : 흉부혈관외과 심장수술팀 고난도 심장수술 성공
- 2020년 5월 28일 : 만성폐쇄성폐질환 적정성 평가 '1등급'
- 2020년 6월 5일 : 마취 적정성 평가 '1등급'/급성기 뇌졸중 적정성 평가 '1등급'
- 2021년 3월 31일 : 코로나19 거점전담병원 지정
- 2021년 5월 18일 : 코로나19 대응 유공기관 대통령 표창 수상
- 2021년 7월 : 아산경찰인재개발원 생활치료센터 운영/폐렴 적정성 평가 '1등급'
- 2022년 1월 : 재택치료의료기관 지정
- 2022년 2월 : 코로나19 외래 진료센터 지정/재택치료 기동전담반 지정
- 2022년 3월 : 만성폐쇄성폐질환 적정성 평가 '1등급'
- 2022년 5월 : EZ갤러리 문화센터 개관/마취 적정성 평가 '1등급'
- 2022년 6월 : 간호·간병통합서비스병동 추가개소
- 2022년 7월 : 급성기 뇌졸중 적정성 평가 2회 연속 '1등급'
- 2022년 10월 : 우울증 외래 적정성 평가 '1등급'
- 2023년 3월 : 클라우드 EMR 오픈
- 2023년 5월 : 만성폐쇄성폐질환 적정성 평가 2회 연속 '1등급'
- 2023년 7월 : 아산시보건소 마음봄사업장 운영/

폐렴 적정성 평가 2회 연속 '1등급'
- 2023년 10월 : 결핵 적정성 평가 '1등급'
- 2024년 1월 : 의료기관 4주기 인증 획득
- 2024년 3월 : 달빛어린이병원 개소
- 2024년 7월 : 급성기 뇌졸중 적정성 평가 3회 연속 '1등급'/

마취 적정성 평가 3회 연속 '1등급'
- 2024년 9월 : 거점 지역응급의료센터 지정

## 진료과목
- 심장 내과, 소화기내과, 신장내과, 내분비내과, 호흡기내과, 심장혈관흉부외과, 가정의학과, 마취통증의학과, 산부인과, 소아청소년과, 신경과, 신경외과, 영상의학과, 응급의학과, 일반외과, 정형외과, 진단검사의학과, 구강외과, 재활의학과, 피부과, 이비인후과, 정신건강의학과, 성형외과, 비뇨의학과, 안과, 척추과, 감염내과

## 같이 보기
- 대한민국의 병원 목록
- 대한민국의 의료